# Korskirken, Oslo
- Denna artikel handlar om Korskirken i Oslo. För Korskirken i Bergen, se Korskirken, Bergen

Korskirken var en norsk församlingskyrka för den norra delen av Medeltidsstaden i Oslo. Ruinerna av kyrkan finns i Minneparken i Gamlebyen. De kom i dagen vid utgrävning vid Arups gate 1922. Området var en del av St. Halvards plass till 1918, då bystyret i Oslo beslutade om att anlägga Minneparken, vilken öppnades 1932. Den som ledde utgrävningarna var Gerhard Fischer.

## Historik
Det är inte helt klart när kyrkan byggdes. Kyrkan nämns inte i källorna om maktstriderna i Oslo 1240 mellan kung Håkon Håkonsson och hertug Skule, vilket tyder på att kyrkan är yngre. År 1989 påträffades en runstav vid utgrävningar vid Oslo gate, det vill säga ett trästycke med inristade runor, som daterats till första hälften av 1200-talet, där namnet Korskirken förekommer. Detta pekar mot att kyrkan kan vara äldre än 1240. Korskyrkan lokaliserades till byns norra ände, och stadsmässig bebyggelse norr om kyrkan tillkom först under andra hälften av 1200-talet och 1300-talet. 
Korskirken var vigd till det Heliga Korset och nämns första gången 1300. Den hade ett rektangulärt skepp med ett smalare, rektangulärt kor. Kyrkan hade ingång från väster, det vill säga från dess kyrkogård. Därtill fanns en ingång direkt till koret från den södra. Ruinen omfattar de nedersta delarna av den södra portalen i koret, och man kan se rester av det ursprungliga altarfundamentet. Runt kyrkan finns också rester av kyrkogårdsmuren. Vid en senare tidpunkt har kyrkan utvidgats med en sakristia intill koret på den norra sidan. 
Kyrkans status var hög: år 1370 var Korskirkens präst också kanik vid Oslos domkyrka. 